# Selçuk (İzmir)
Selçuk est une ville de la Turquie anatolienne, située à 50 km au sud d'İzmir.

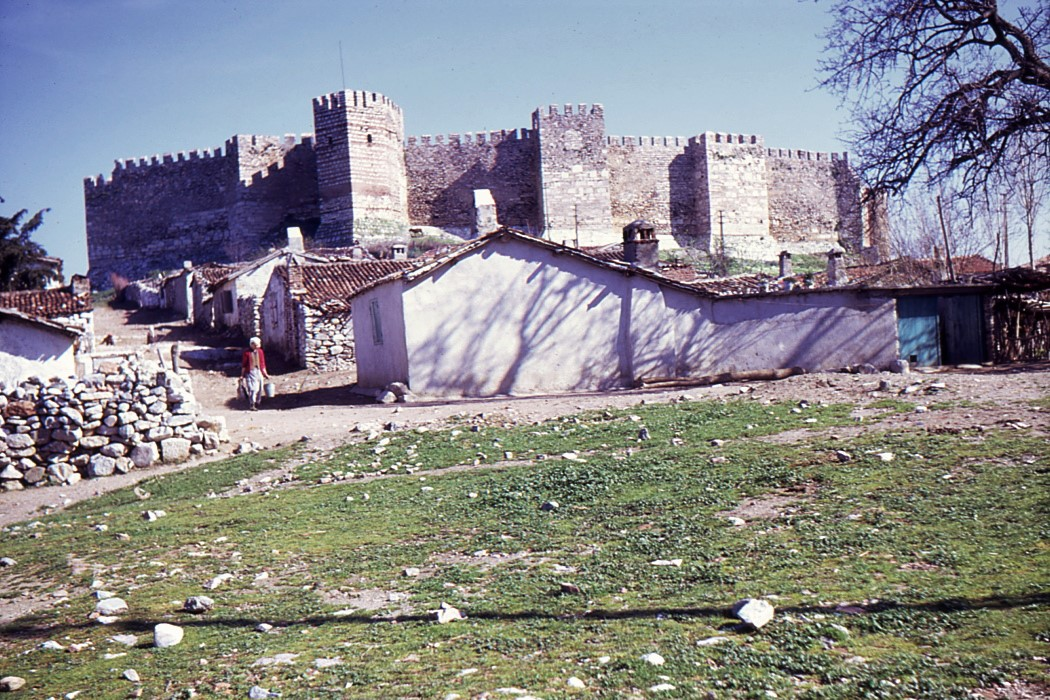
Village au pied de la forteresse de Selçuk en 1970.

C'est également le nom d'un district regroupant plusieurs communes et faisant partie de la province d'Izmir.

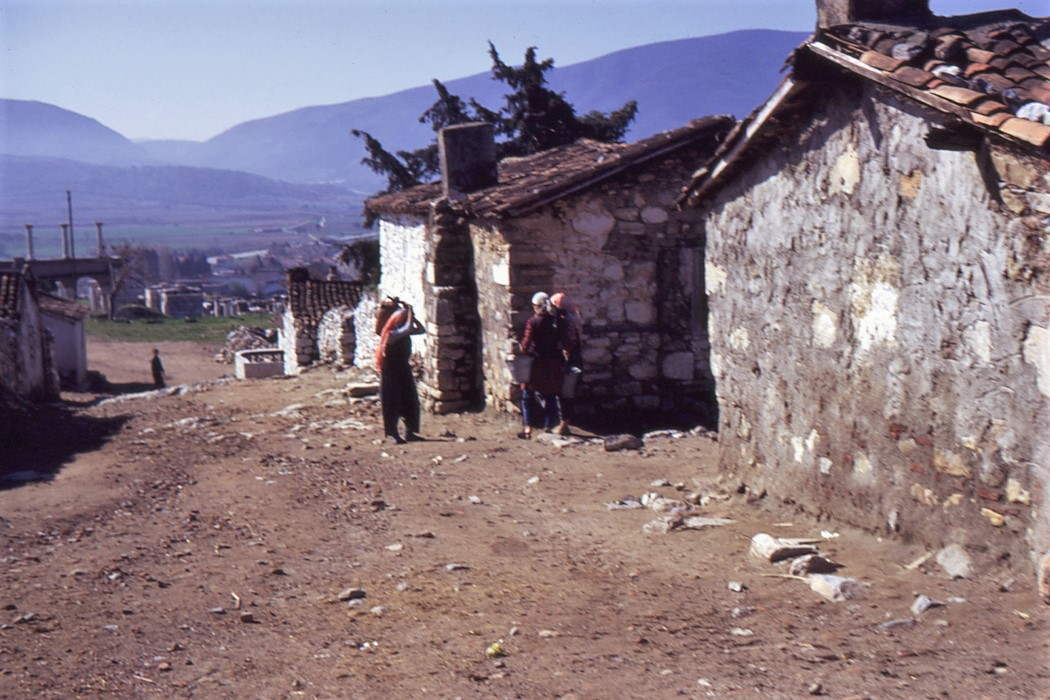
Autre vue du village, avec en contrebas la basilique Saint-Jean.

L'actuel Selçuk n'a longtemps été qu'un simple village sur la colline d'Ayasoluk, construit au pied d'une forteresse byzantine surplombant la basilique de Saint-Jean. L'arrivée du chemin de fer et le développement du tourisme ont favorisé l'expansion d'une ville moderne et provoqué, dans les années 1980, l'arasement des anciennes constructions et l'aménagement des sites alentour. 

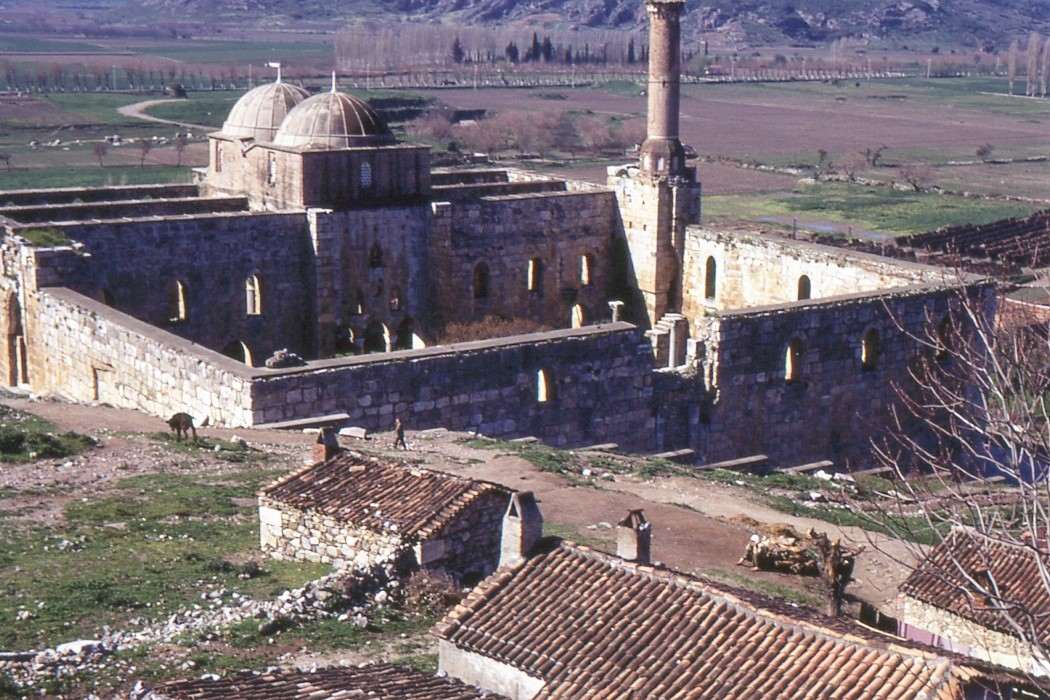
Mosquée d'İsa Bey vue de la citadelle de Selçuk en 1970

En effet, outre la basilique Saint-Jean, qui fut le plus grand sanctuaire chrétien pendant des siècles, et la mosquée d'İsa Bey, c'est sur le territoire de Selçuk que sont situées les ruines de l'antique cité grecque d'Éphèse, et de l'Artémision.
Au sommet d'une colline voisine surplombant le site antique d'Éphèse, se trouve aussi la Maison de la Vierge Marie, dans laquelle la Vierge Marie est supposée avoir vécu ses dernières années aux côtés de saint Jean à qui Jésus l'avait confiée. C'est ici que Marie aurait été élevée corps et âme au ciel (l'Assomption pour les catholiques ; la Dormition pour les orthodoxes).
Toujours selon la tradition chrétienne, c’est également ici que se situe la grotte des Sept Dormants d'Éphèse.

## Démographie
| 1990   | 1997   | 2000   | 2007   | 2009   |
| ------ | ------ | ------ | ------ | ------ |
| 19 412 | 23 063 | 25 414 | 27 284 | 28 086 |

## Subdivisions
- Şirince